# Sheridan-Kaserne
Die Sheridan-Kaserne war eine Militärunterkunft im Augsburger Stadtteil Pfersee. Ende 1998 wurde das ca. 70 ha umfassende Gelände von den Streitkräften der US-Garnison Augsburg verlassen und zählte damit zu den Konversionsflächen der Stadt Augsburg. Im Rahmen eines städtebaulichen Wettbewerbs wurde ein Bebauungsplan entwickelt und 2006 mit dem Bau des neuen Stadtteils Sheridan-Park begonnen.

## Geschichte und Name des Standorts
Nach der Machtübernahme der Nationalsozialisten wurden bei der Aufrüstung der Wehrmacht im ganzen Deutschen Reich neue Kasernen gebaut. Dabei entstanden auch am westlichen Stadtrand bei Pfersee auf bisherigem Ackerland von 1934 bis 1936 drei neue Kasernen: die General-Kneußl-Infanteriekaserne (benannt nach Paul von Kneußl) sowie südlich davon die Luftnachrichtenkaserne und die Heeresnachrichtenkaserne. Das Gelände umfasst ca. 70 Hektar.
Die Wehrmacht nutzte die Kasernen nur für knapp 9 Jahre. Nach dem Kriegsende 1945 übernahm sie die amerikanische Besatzungsmacht und vereinigte die drei Areale zu einer großen Kaserne, die 1953 den Namen „Sheridan-Kaserne“ erhielt. Sie wurde nach dem Gefreiten Carl V. Sheridan benannt, der für seinen Einsatz bei der Eroberung der Burg Frenz posthum mit der Medal of Honor, der höchsten Tapferkeitsauszeichnung der US-Streitkräfte, geehrt wurde. Von der US-Armee wurde die Kaserne bis 1998 belegt.

## Sheridan-Park

Der Sheridan-Park im Winter 2013

Nach dem Abzug der amerikanischen Streitkräfte aus Augsburg wurde ein neues Nutzungskonzept für das große Gelände namens Sheridan Park (auch Sheridanpark oder Sheridan-Park geschrieben) ausgearbeitet. In dessen Umsetzung wurden ab 2006 nahezu alle Gebäude der Kaserne abgerissen. Das neuentstandene Gewerbe- und Wohngebiet Augsburg-West liegt an der B 17.

## Neue Gebäude
Im Sheridan Park wurde eine Grundschule, die 2011 eingeweihte ganzheitlich konzeptionierte Westparkschule (auch Westpark-Schule geschrieben) mit Kindergarten und Kinderkrippe, sowie eine Kindertagesstätte errichtet.
Es wurde außerdem 2012 die Apostelin-Junia-Kirche der alt-katholischen Gemeinde Augsburg eingeweiht.
Weitere markante neu entstandene Gebäude sind das Sheridan-Center in der Stadtberger Straße (Supermarkt, Bäcker, Läden und Büroräume, 2015 eröffnet) und der Sheridan Tower in der Max-Josef-Metzger-Straße (Gastronomie, Läden und Büroräume, 2018 eröffnet).

## Erhaltene Gebäude

### Kommandantur
Das ehemalige Kommandanturgebäude (Gebäude Nr. 165) wird heute vom Verein „freie Christengemeinde Arche e. V.“ (einer Pfingstgemeinde) genutzt, die darin Gottesdienste abhält und eine Jugendeinrichtung betreibt.

### Offizierskasino
Für die drei Wehrmachts-Kasernen wurde ein gemeinsames Offizierskasino an der Südspitze des Geländes errichtet. Dieses wurde nach der amerikanischen Übernahme weiter als Offizierskasino (Officers Club Sheridan, Gebäude Nr. 180) genutzt. Es ist noch erhalten und steht seit 2006 unter Denkmalschutz.
Das Gebäude bestand ursprünglich aus zwei Flügeln, heute aus drei. Der Haupttrakt in Ost-West-Richtung besitzt einen nach Westen ausgerichteten etwa 100 m² großen Festsaal. Dieser Saal wird von einem Wandfresko dominiert, das die Schlacht auf dem Lechfeld darstellt. Es wurde 1939 von Otto Michael Schmitt geschaffen, dessen bekanntestes Werk in Augsburg wohl die bunte Fassade des Weberhauses ist. Das Fresko, dessen Erschaffer in Vergessenheit geraten war, wurde unter den Amerikanern irgendwann mit einer eher laienhaft ausgeführten Autobahnszene übermalt. Später konnte es wieder freigelegt, der Maler identifiziert und das Bild restauriert werden.
Eine Terrasse auf der Westseite des Offizierskasinos bietet Sitzgelegenheit mit Blick auf den parkähnlichen Garten mit Baumbestand aus der Erbauungszeit. An die Nordseite des heutigen Mittelflügels bauten die Amerikaner als dritten Gebäudeflügel einen noch deutlich größeren Veranstaltungssaal mit Bühne an, der wiederum in Ost-West-Richtung orientiert und rund 570 m² groß ist.
In der Silvesternacht 2013–2014 wurde in das leerstehende Gebäude eingebrochen und Schaden durch Vandalismus angerichtet. Das Gebäude ist derzeit im Besitz der Wohnbaugruppe Augsburg wird jedoch nicht benutzt und es gibt ein Betretungsverbot für das Gelände, welches aber nicht klar abgegrenzt ist und daher schwierig einzuhalten ist, da es ortsüblich ist, den Weg zum dahinter liegenden Industrie- und Handelsgelände über die dortige Wiese abzukürzen (rechts von der Ansicht von Osten gelegen).

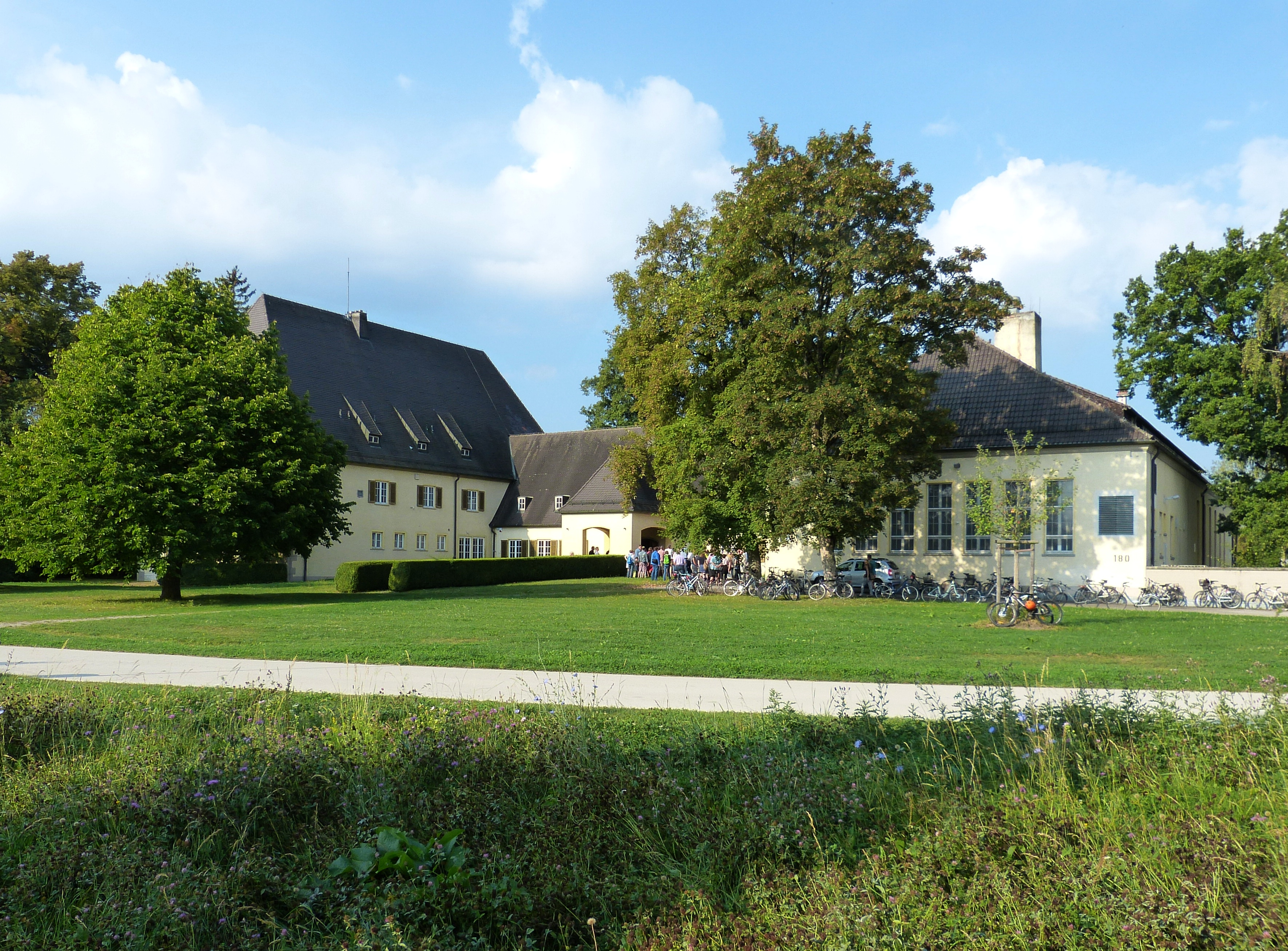
Ansicht von Osten
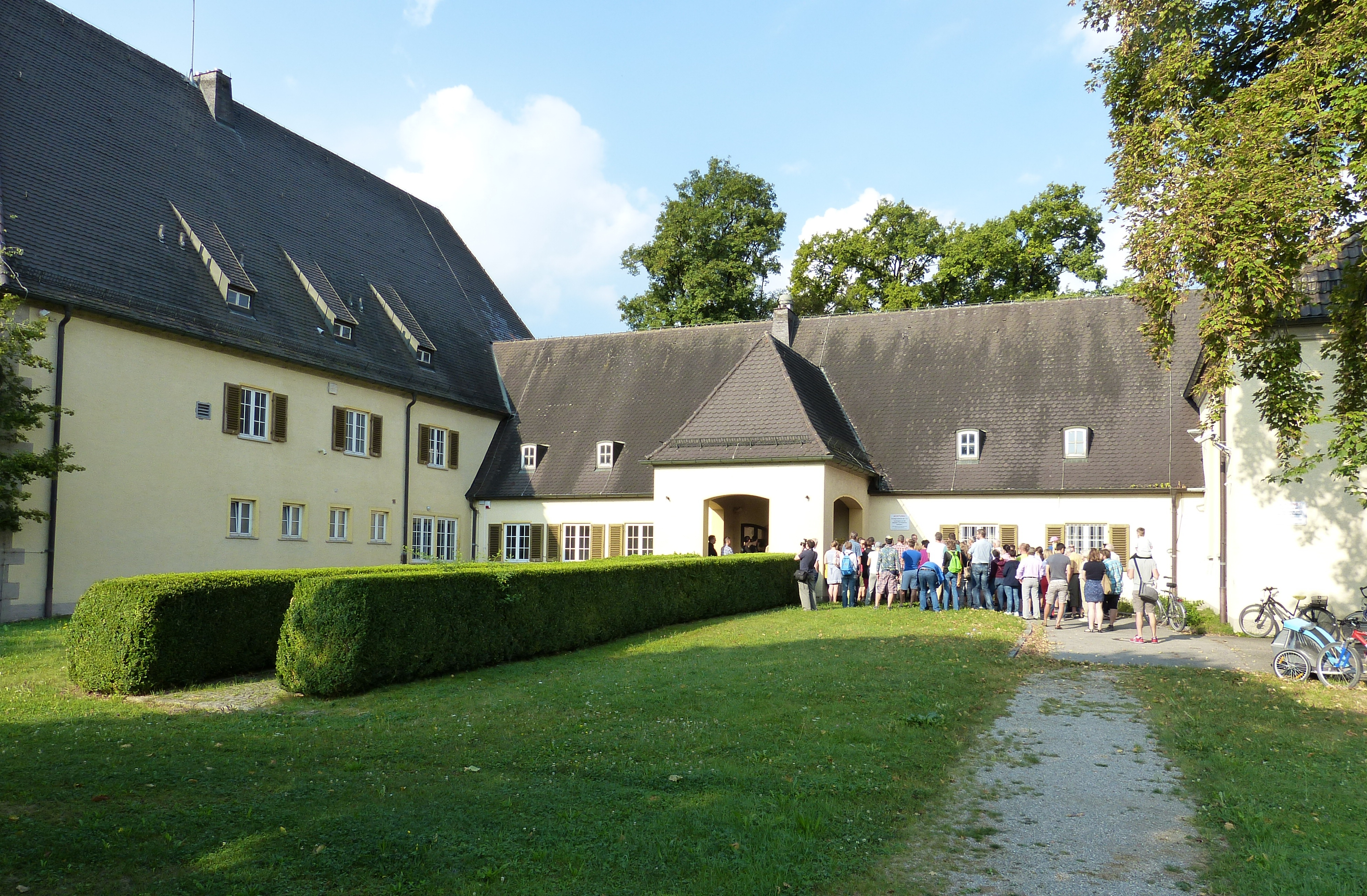
Mittelflügel
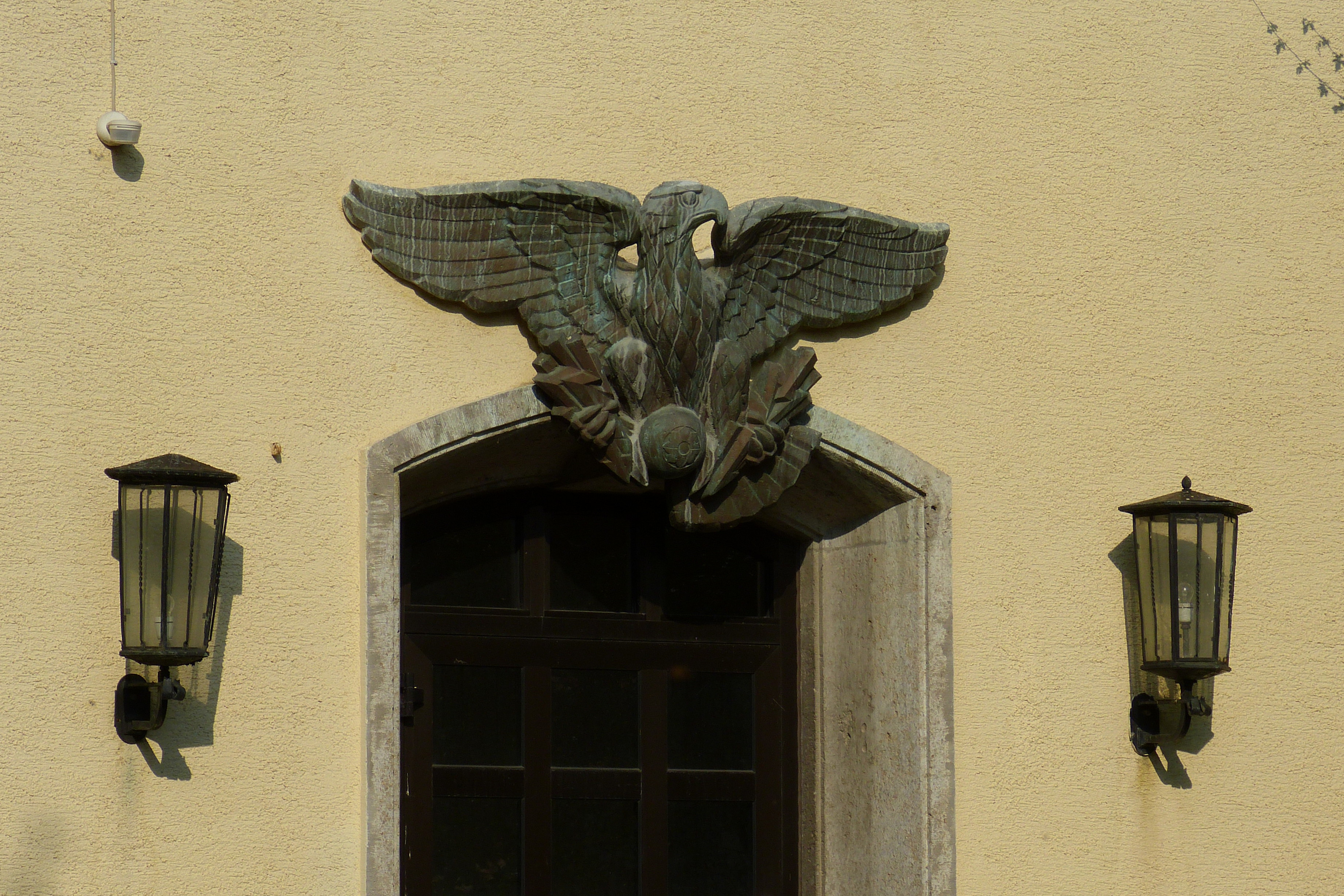
Adler mit Blitzen und Kugel über dem Eingang
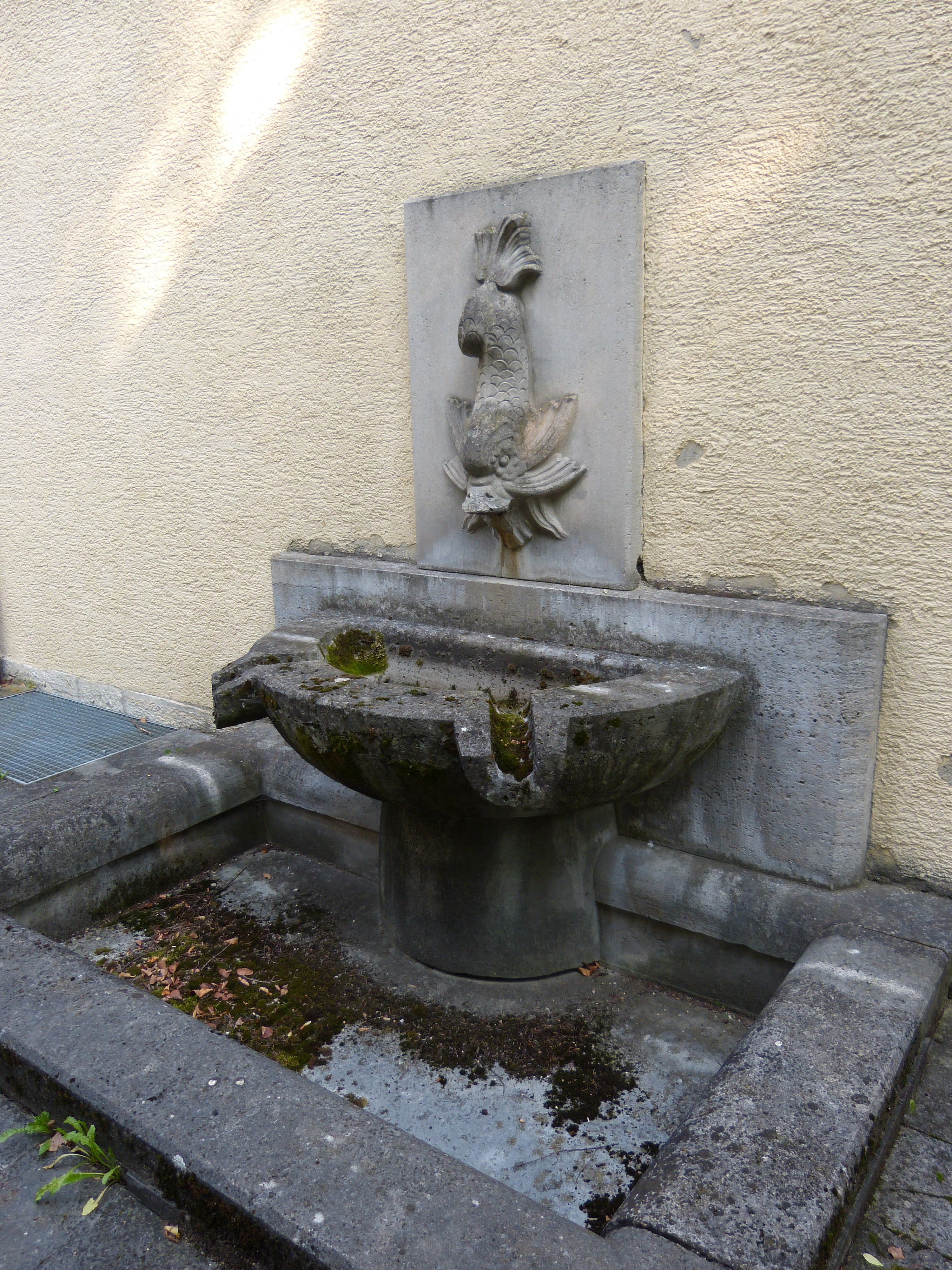
Brunnen am Südflügel
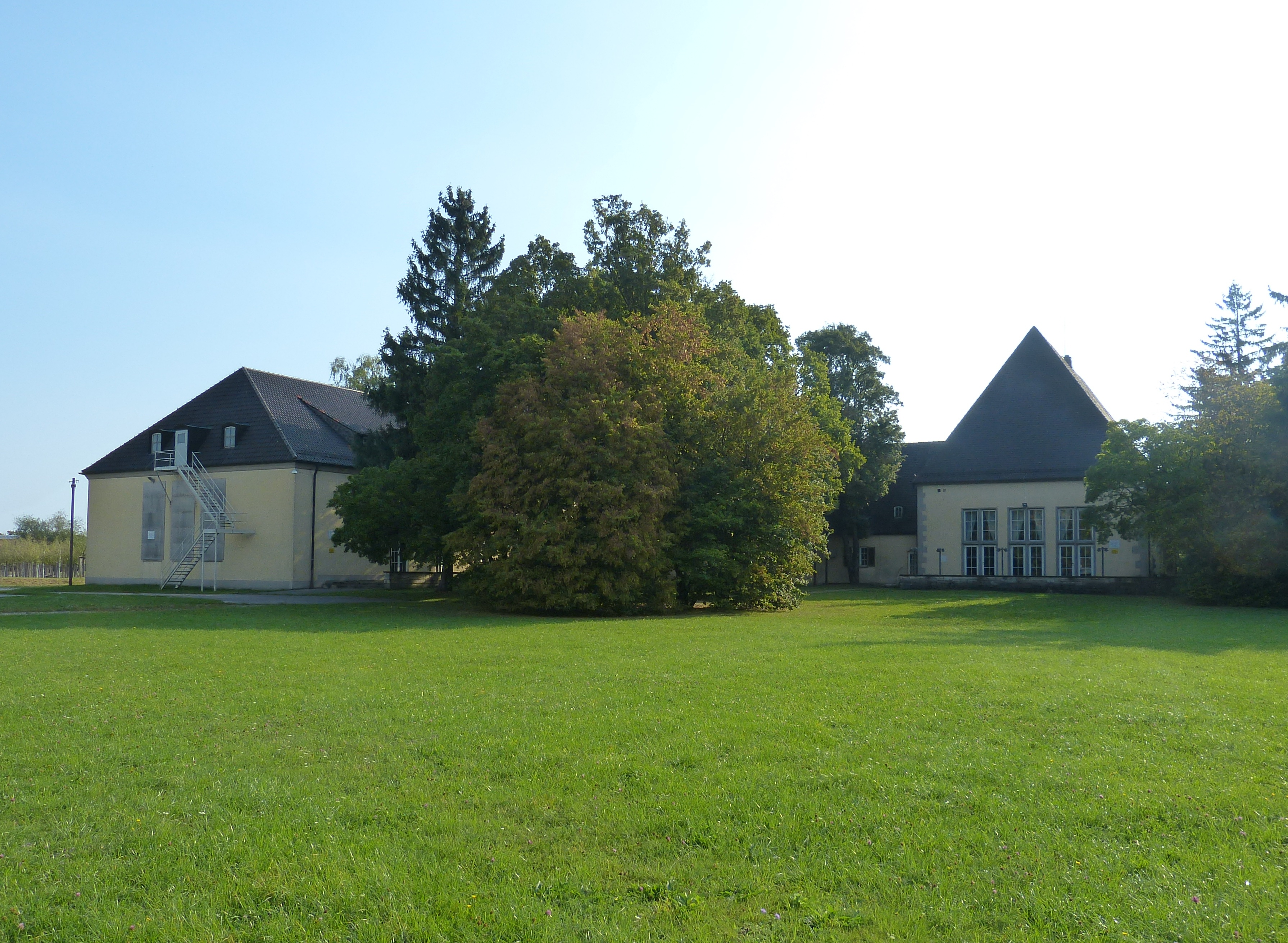
Ansicht von Westen

### Halle 116 – Fahrzeughalle, KZ-Außenlager, Erinnerungs- und Lernort

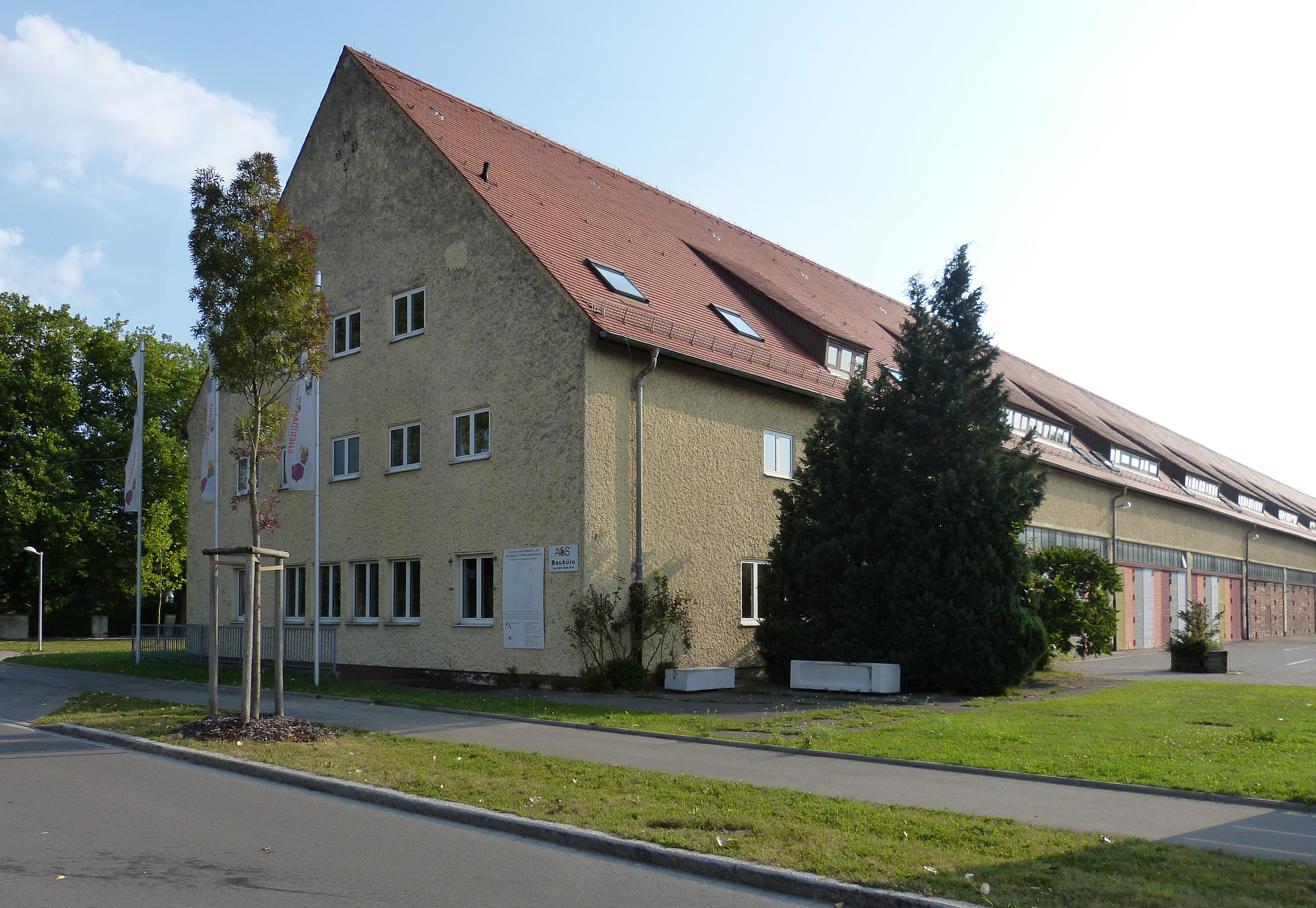
Halle 116

In einer großen Halle, die ursprünglich für Fahrzeuge errichtet wurde, bestand auf dem Gelände der Luftnachrichtenkaserne (spätere Sheridan-Kaserne) von April 1944 bis April 1945 das KZ-Außenlager Augsburg-Pfersee des Konzentrationslagers Dachau. 1000 bis 2000 männliche Gefangene wurden von dort zu Arbeitseinsätzen in und um Augsburg gebracht, vor allem zum Flugzeughersteller Messerschmitt in Haunstetten.
Die Amerikaner nutzten das Gebäude wieder als Fahrzeughalle, daneben auch als Bücherei und Reparaturwerkstätte für Fernseher. Sie sorgten für einen guten Erhaltungszustand und gaben dem Gebäude die Nummer 116 auf dem Gelände der Sheridan-Kaserne.
Anfang 2020 kaufte die Stadt Augsburg die „Halle 116“ an, um in ihr einen Lernort einzurichten, der von engagierten Augsburgerinnen und Augsburgern schon lange gefordert wurde. Die Gedenkstätte „Halle 116 – Erinnerungs- und Lernort im ehemaligen KZ-Außenlager“ wurde am 28. Oktober 2023 eröffnet.  Die Ausstellung, vorbereitet gemeinsam mit einer zivilgesellschaftlichen Arbeitsgruppe, wird von der Fachstelle für Erinnerungskultur der Stadt Augsburg betreut.

### Chapel

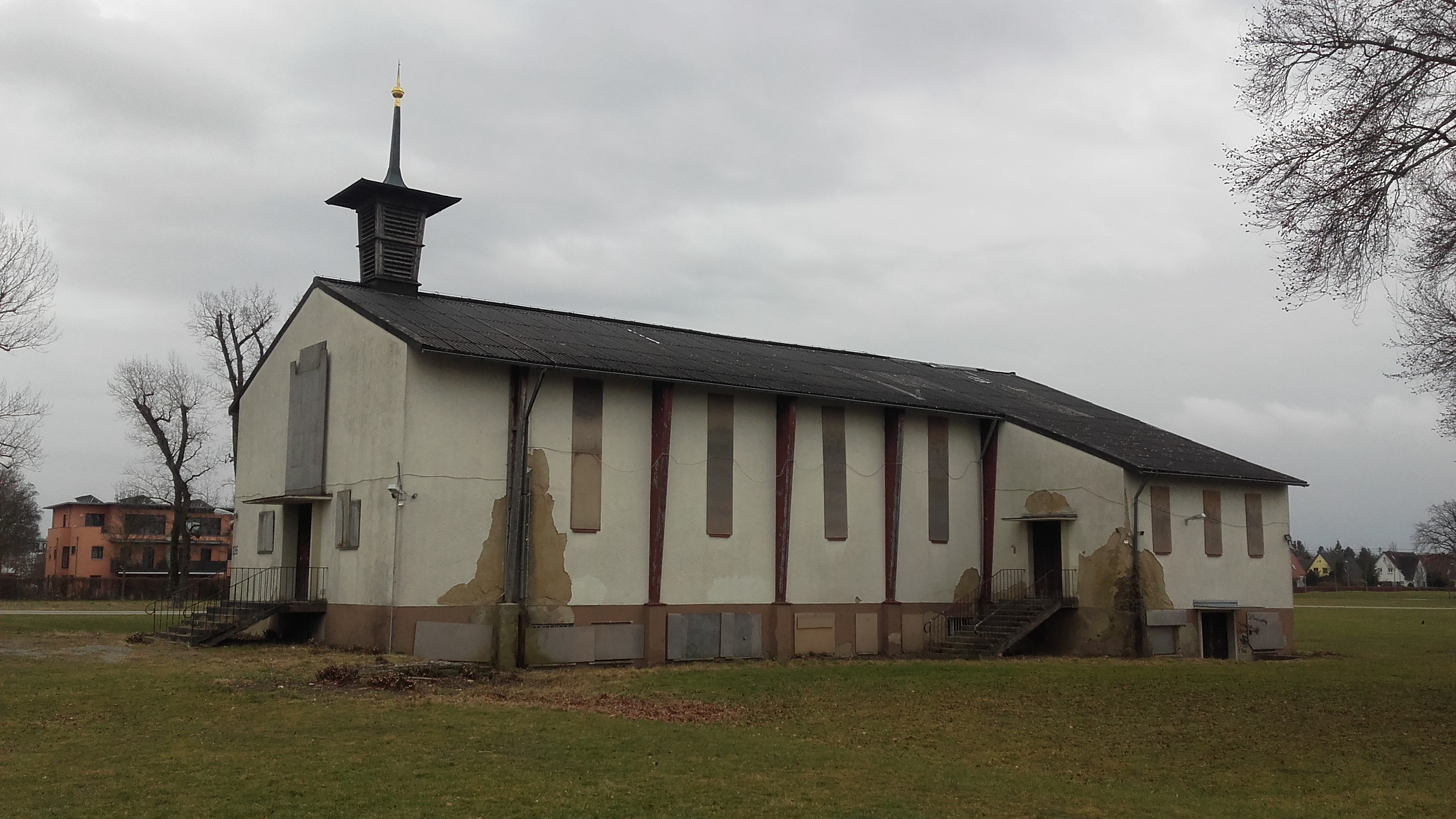
Ansicht der Chapel (2023)

In den frühen 1950er Jahren errichteten die Amerikaner auf dem südlichen Teil des Kasernengeländes (Standort) eine kleine Kirche namens „Chapel“ (Gebäude 136). Dabei handelt es sich um einen länglichen Hallenbau mit flach geneigtem Satteldach, einem hölzernen Glockenturm am nördlichen Ende und einer halbkreisförmigen Apsis am südlichen Ende. Nach dem Abzug der Amerikaner und der Schließung der Kaserne erhielt die Stadt Augsburg die Kapelle. Nach erfolglosen Bemühungen, das Gebäude einer neuen Nutzung zuzuführen, beschloss die Stadt im Dezember 2022 den Abbruch und die Renaturierung der Fläche. Lediglich die Glockenturmspitze und die Buntglasfenster sollten vor dem Abbruch geborgen und ausgestellt werden. Es wurde jedoch ein Antrag auf Denkmalschutz gestellt und seitens des Landesamtes für Denkmalschutz Anfang 2023 auch bestätigt.

## Sonstiges
General Lucius D. Clay, von 1947 bis 1949 Militärgouverneur der amerikanischen Besatzungszone Deutschlands, war der vielleicht prominenteste Gast im Offizierskasino der Sheridan-Kaserne. Auch General Dwight D. Eisenhower, der spätere Präsident der Vereinigten Staaten, besuchte 1951 den Standort Augsburg als Oberkommandierender der NATO-Streitkräfte in Europa.
Im großen Veranstaltungssaal des Offizierskasinos fanden Shows und Konzerte statt, beispielsweise traten hier Roy Black and his Cannons auf.